# Aarón Padilla Gutiérrez
Pour les articles homonymes, voir Gutiérrez.
Aarón Padilla Gutiérrez (10 juillet 1942 à Mexico au Mexique - 14 juin 2020 même ville) est un joueur mexicain de football international qui évoluait au poste d'attaquant. 

## Biographie

### Carrière en sélection
Avec l'équipe du Mexique, Aarón Padilla Gutiérrez joue 55 matchs (pour 8 buts inscrits) entre 1965 et 1970. 
Il figure dans le groupe des sélectionnés lors des coupes du monde de 1966 et de 1970. Lors du mondial 1966, il joue trois matchs : contre la France, l'Angleterre et enfin l'Uruguay. Lors de l'édition 1970, il dispute à nouveau trois matchs : contre le Salvador, la Belgique et l'Italie.

### Mort
Aarón Padilla Gutiérrez décède à cause du covid-19 en pleine pandémie.

## Palmarès
Pumas UNAM
- Coupe du Mexique (1) :
  - Vainqueur : 1974-75.